# Kuru
|  | Per a altres significats, vegeu «Kuru (desambiguació)». |

El kuru o "mort del riure" és una malaltia neurodegenerativa i infecciosa causada per un prió. La paraula kuru significa en llengua aborigen "tremolor, amb febre i fred", un dels signes que manifesten els afectats per aquesta malaltia.
Va ser inicialment descrita al començament del segle xx a Nova Guinea, i va començar a investigar-se de manera científica en la dècada dels 50. El seu desenvolupament és lent, i el període d'incubació pot durar fins a 30 anys. Una vegada que es manifesten els seus símptomes, resulta letal, i els pacients moren en el termini d'un any. Inicialment es va pensar que era una malaltia hereditària, ja que afectava als membres d'una tribu nativa de Nova Guinea. No obstant això, després de les investigacions de D. Carleton Gajdusek, es va demostrar que en realitat era causada per un agent infecciós, transmès per la ingestió de teixits cerebrals de persones difuntes amb la intenció d'adquirir la saviesa durant els ritus funeraris. Gajdusek va descobrir que el que es transmetia en realitat era un agent infecciós que va denominar "virus lent", i que posteriorment Stanley B. Prusiner va anomenar un prió.

## Símptomes
El kuru causa canvis fisiològics i neurològics que condueixen a la mort. Es caracteritza per atàxia cerebral progressiva, o la pèrdua de coordinació i control dels músculs.
L'etapa preclínica o asimptomàtica (o coneguda també com a període d'incubació), té una mitjana de durada de 10-13 anys, però pot tenir-ne de 5 anys a 50 anys o més després de la primera exposició.
L'etapa clínica dura una mitjana de 12 mesos. La prigesió clínica del kuru està dividida en tres fases específiques: l'ambulant, la sedentària i la terminal.
- Fase 1: L'individu presenta una postura inestable, a més de tremolors, problemes de coordinació i disàrtria (dificultat en pronunciar paraules). Se li denomina fase ambulant ja que l'individu pot caminar (tot i que amb dificultat) malgrat els símptomes.
- Fase 2: Comença quan l'individu ja no pot caminar sense suport. Pateix atàxia i tremolors severs. A més, l'individu exhibirà episodis mànics de riure que no podrà controlar i altres moments d'inestabilitat emocional i depressió. Els reflexos tendinosos encara segueixen intactes, encara que en algunes ocasions el pacient presenta agressivitat.
- Fase 3: Els símptomes de l'individu progressen al punt en què no podrà seure sense suport. Sorgeixen nous símptomes com la disfàgia (dificultat a l'empassar), que pot conduir a una desnutrició severa. Pot també perdre l'habilitat o desig de parlar i la capacitat de generar respostes a l'ambient encara que mantingui la consciència. Durant l'última etapa d'aquesta fase, els pacients comunament desenvolupen úlceres cròniques que s'infecten amb facilitat i presenten trastorns de comportament agressiu.

Una persona infectada usualment mor dels primers tres mesos fins, com a màxim, dos anys després de la primera fase. Solen passar per pneumònia o una infecció.